# تكميم (إشارة)

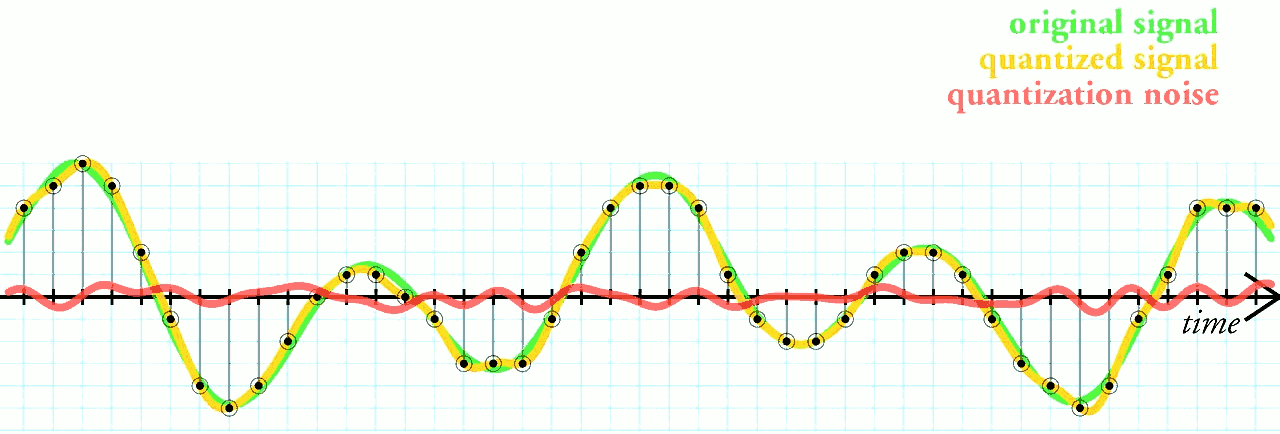
إن أبسط طريقة لقياس الإشارة هي اختيار قيمة السعة الرقمية الأقرب إلى السعة التناظرية الأصلية. يوضح هذا المثال الإشارة التناظرية الأصلية (الخضراء) ، والإشارة الكمية (النقاط السوداء) ، والإشارة التي أعيد بناؤها من الإشارة الكمية (الأصفر) والفرق بين الإشارة الأصلية والإشارة التي أعيد بناؤها (الأحمر). الفرق بين الإشارة الأصلية والإشارة التي أعيد بناؤها هو خطأ التكمية ، وفي هذا المخطط البسيط الكمي ، هي وظيفة حتمية لإشارة الإدخال.

التكمية، في الرياضيات ومعالجة الإشارات الرقمية، هو عملية تعيين قيم المدخلات من مجموعة كبيرة (غالبًا ما تكون مجموعة مستمرة) إلى قيم الإخراج في مجموعة أصغر (يمكن عدها)، غالبًا مع عدد محدود من العناصر. التدوير والقطع (Truncation) هي أمثلة نموذجية لعمليات التكميم. يشترك القياس الكمي إلى حد ما في جميع معالجة الإشارات الرقمية تقريبًا، حيث تتضمن عملية تمثيل الإشارة في شكل رقمي تقريبًا التقريب. يشكل التكميم أيضًا جوهر جميع خوارزميات الضغط الفقود.
يشار إلى الفرق بين قيمة المدخلات وقيمتها الكمية (مثل خطأ التقريب) باسم خطأ القياس. الجهاز أو وظيفة الخوارزمية التي تؤدي التكميم تسمى جهاز تحديد الكمية. يعتبر المحول التناظري إلى الرقمي مثالًا لمُحدِّد الكمية.